# Sunway Group
Sunway Group (Trung Quốc: 双 威 集团) (MYX: 5211) hoặc Sunway Berhad là một công ty tập đoàn Malaysia. Nó được hình thành sau khi sáp nhập giữa Sunway City Berhad (SunCity) và Sunway Holdings Berhad vào ngày 23 tháng 8 năm 2011.